# افلو
افلو (به عربی: آفلو) یک شهر و شهرداری در الجزایر است که در استان الاغواط واقع شده‌است.